# 斯坦頓 (密西西比州)
斯坦頓（英語：Stanton）是位於美國密西西比州亞當斯縣的非建制地區。

## 歷史
斯坦頓的郵局於1884年設立，其後於1955年停運。

## 地理
斯坦頓所處的海拔為高於海平面94米（即308英呎），而該地所採用的時區為UTC-6，即北美中部時區（CST）。同時該地設有夏令時間，為UTC-6調快一小時，即UTC-5（CDT）。